# الین خلف
الین خلف (إلين خلف؛ زاده ۱۹۷۴) یک موسیقی‌دان است. وی از سال ۱۹۹۶ میلادی تاکنون مشغول فعالیت بوده‌است.